# Gate City
La ville américaine de Gate City est le siège du comté de Scott, dans l’État de Virginie. Lors du recensement de 2010, sa population s’élevait à 2 034 habitants.

## Personnalité liée à la ville
- Bayard Taylor Horton (1895-1980), médecin, découvreur de l'artérite à cellules géantes dite maladie de Horton.

## Source
- (en) Cet article est partiellement ou en totalité issu de l’article de Wikipédia en anglais intitulé « Gate City » (voir la liste des auteurs).